# Carlos Vandendriessche
Carlos Urbain Anna Stella Henri Vandendriessche (Brussel, 31 augustus 1901 - Sint-Jans-Molenbeek, 14 mei 1972) was een Belgisch ijshockeyer en roeier. Hij nam eenmaal deel aan de Olympische Zomerspelen en tweemaal aan de Olympische Winterspelen.

## Levensloop

### Roeien
Vandendriessche werd in 1922 met de acht van zijn club Royal Sport Nautique de Bruxelles Belgisch kampioen. Ze namen ook deel aan de Europese kampioenschappen in Barcelona, maar werd uitgeschakeld in de reeksen. In 1926 behaalde hij samen met zijn clubgenoot van Cercle des Régates de Bruxelles  Philippe Van Volckxsom de titel op de twee met stuurman en nam hij deel aan de Europese kampioenschappen in Luzern.
In 1927 en 1928 werden ze Belgisch kampioen op de twee zonder stuurman. Ze namen op dat nummer ook deel aan de Olympische Spelen van 1928 te Amsterdam. Ze werden uitgeschakeld in de herkansingen van de eerste ronde. In 1929 werd hij samen met ploeggenoot René Strauwen Belgisch kampioen op de dubbel twee. Ze namen ook deel aan de Europese kampioenschappen in Bydgoszcz. Ze behaalden een bronzen medaille.

### IJshockey
Vandendriessche was als ijshockeyer aangesloten bij Saint-Sauveur Ice Hockey Club. Met die club behaalde hij in 1922 de landstitel. Eind dat jaar veranderde de club zijn naam in Brussels Ice Hockey Club. In het seizoen 1922-23 werd hij opnieuw landskampioen. In 1924 werd hij met de Belgische ijshockeyploeg in de reeksen uitgeschakeld op de Olympische Spelen in Chamonix. In de eindstand werden ze zevende. Op het Europees kampioenschap van dat jaar in Milaan behaalde hij met de Belgische ploeg brons.
In 1935 nam Vandendriessche deel aan het wereldkampioenschap in Davos. Hij werd met de Belgische ploeg 14e op het wereldkampioenschap en 13e op het Europees kampioenschap. Het jaar nadien werd hij 13e op de Olympische Spelen in Garmisch-Partenkirchen. In 1938 en in 1940 behaalde hij met Brussels Ice Hockey Club een derde en vierde Belgische titel.
Na zijn carrière werd Vandendriessche bondscoach van de nationale ijshockeyploeg. Hij was coach op het wereldkampioenschap van 1950. Hij behaalde een zevende plaats op het EK en een vijfde op het EK.

## Palmares

### IJshockey
- 1922: Belgisch landskampioen (met Saint-Sauveur Ice Hockey Club)
- 1923: Belgisch landskampioen (met Brussels Ice Hockey Club)
- 1924: 7e OS in Chamonix
- 1924:  EK in Milaan
- 1936: 14e WK in Davos
- 1936: 13e OS in Garmisch-Partenkirchen
- 1938: Belgisch landskampioen (met Brussels Ice Hockey Club)
- 1940: Belgisch landskampioen (met Brussels Ice Hockey Club)

### Roeien

#### dubbel twee
- 1929:  BK in Langerbrugge - 7.08
- 1929:  EK in Bydgoszcz

#### twee met stuurman
- 1926:  BK in Vilvoorde - 8.32
- 1927:  BK in Langerbrugge

#### twee zonder stuurman
- 1927:  BK in Langerbrugge
- 1928:  BK in Langerbrugge
- 1928: 2e in reeks OS in Amsterdam

#### acht
- 1921:  BK - 6.43
- 1922:  BK in Langerbrugge - 6.38
- 1922: 4 in serie EK in Barcelona